# Friedensmuseum von Sierra Leone
Das Friedensmuseum von Sierra Leone (englisch Sierra Leone Peace Museum) ist ein Museum und Gedenkstätte in der sierra-leonischen Hauptstadt Freetown. Es wurde auf Grundlage des Abschlussberichts der Sierra Leone Truth and Reconciliation Commission gegründet.
Das Museum wurde nach zweijähriger Planungsphase 2013 eröffnet und befindet sich auf dem Gelände des ehemaligen Sondergerichtshof für Sierra Leone, der den Bürgerkrieg in Sierra Leone rechtlich aufgearbeitet hat.
Das Friedensmuseum ist in der ersten Phase in drei Bereiche gegliedert:
- Dauerausstellung
- Memorial Garden als Zentrum der Gedenkstätte
- Archiv und Bibliothek